# Muezza

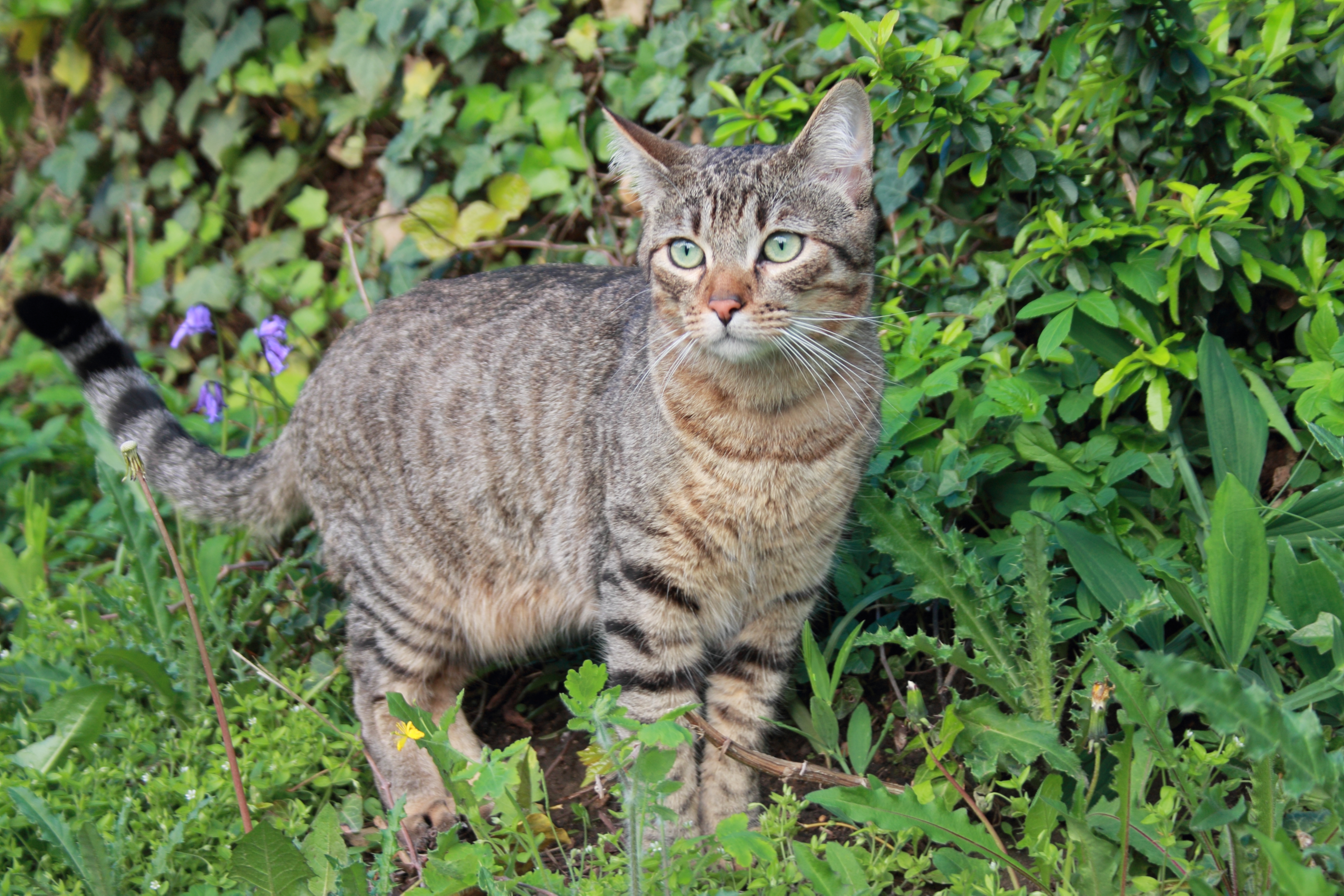
Esemplare di gatto soriano

Muezza, secondo la leggenda, è stata la gatta appartenuta a Maometto.

## Leggenda
I felini, i gatti in particolare, sin dal tempo dell'Antico Egitto, hanno goduto di un'attenzione particolare da parte dell'uomo. Muezza sarebbe stata la gatta preferita dal profeta Maometto. Il profeta, secondo la leggenda, vide Muezza che dormiva sulla sua tunica da preghiera. Decise di tagliarne una parte per non disturbare la gatta. Questa tuttavia resta una leggenda ed è considerata una storia inventata senza fonti sui testi sacri.